# Ayapel
Ayapel es un municipio colombiano localizado en el extremo oriental del departamento de Córdoba y bañado por las aguas del río San Jorge y la Ciénaga de Ayapel.
Limita por el norte con San Marcos, San Benito Abad y Majagual; por el oriente con Guaranda y Achí; por el occidente con Buenavista y La Apartada, Pueblo Nuevo  y por el sur con el departamento de Antioquia.

## División político-administrativa
Aparte de su Cabecera municipal.

### Corregimientos
Ayapel tiene bajo su jurisdicción varios centros poblados, que en conjunto con otras veredas, constituye los siguientes corregimientos:
| Corregimiento | Centros Poblados         | Veredas                                                                                             |
| Alfonso López | - Alfonso López (Tiesto) | Guayabal, La Lucha, Pañuelo, San Matías, Santa Elena                                                |
| Cecilia       | - Cecilia                | Corea, Los Negritos, Mata de Caña, Plan de Mesa                                                     |
| El Cedro      | - El Cedro               | Hoyos de Los Bagres, Las Escobillitas, Las Palmas y Bermejo.                                        |
| Las Delicias  | - Las Delicias           | El Hobo, La Cristalina, Las Escobillas, Las Mucuras, Los Monos.                                     |
| Marralú       | - Marralú                | Berlín y La Balsa.                                                                                  |
| Nariño        | - Nariño                 | |
| Palotal       | - Palotal                | El Grillo, El Guamo, La Trinidad, Quebrada Seca y Quebradona Abajo.                                 |
| Pueblo Nuevo  | - Pueblo Nuevo (Popales) | Barroprieto, Caño Gil, Caño Pescado, El Almendro, Los Aventinos, Los Pájaros, Puerto Toro y Trejos. |
| Sincelejito   | - Sincelejito            | Barandilla, Caño Pinto, El Oriente, La Gusanera.                                                    |

## Historia
En la época prehispánica Ayapel fue uno de los asentamientos más importantes en el Valle del San Jorge, formaba parte de la cultura Zenú y era capital político-administrativa y comercial de la provincia del Panzenú.
Los panzenúes fueron un pueblo laborioso y de grandes pies que se dedicó a la agricultura, a la caza, a la pesca, a la recolección, la navegación, al comercio, la orfebrería, la cerámica, los tejidos de algodón y fibras vegetales. Practicaban las danzas, la curación de enfermedades, los ritos, las ceremonias mágico-religiosas y el culto a los dioses y muertos.
El desarrollo de la agricultura fue posible gracias a una de las obras más portentosas emprendida en las culturas precolombinas: la adecuación de más de 500 mil hectáreas de terrenos inundables en la cuenca media y baja del río San Jorge, mediante la construcción de un eficiente sistema de drenaje en gran escala, basado en camellones y canales dispuestos en múltiples formas. Pero esta prosperidad y abundancia decayó por causas aún desconocidas. 
La población disminuyó. Sin embargo, en 1534, cuando Alonso de Holanda, comandando una expedición española, incursionó en la región de Ayapel, encontró todavía vestigios de ese florecimiento, bajo la jurisdicción de un gran señor y cacique llamado Yapé o Yapel. La sede de su gobierno era un poblado situado en un brazo del río San Jorge, a un día de camino, al que denominaron Pueblo Grande. Estaba diseñado con calles rectas, plazas, casas limpias y bien construidas, rodeadas de campos y jardines extensos. Fue saqueado y destruido, y gran parte de sus habitantes masacrados. Los sobrevivientes se refugiaron en los humedales del complejo de ciénagas a organizar la resistencia, reconquista y reconstrucción del poblado.

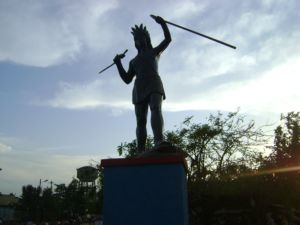
Cacique Yapel.

En 1570, Juan de Rodas Carvajal, gobernador de Santa Fe de España, reorganizó la población erigiéndola en Villa con el nombre de San Jerónimo del Monte, ubicada en la cabecera del río San Jorge y dedicada a la explotación del oro. En 1584 la trasladan a orillas de la ciénaga y la denominan Villa de San Jerónimo de Ayapel, donde se encuentra actualmente.
En 1785 se dio el levantamiento y el gobierno independiente de los Comuneros de Ayapel. En 1833 figuró como parroquia del Séptimo Cantón de la Provincia de Cartagena. En 1857 es incluida, con la agregación de Uré, como Distrito del departamento de Corozal del Estado Soberano de Bolívar. Luego es Distrito del departamento de Magangué (1859) y en 1860 de la Provincia de Chinú.
Retorna como Distrito del departamento de Magangué en 1886. En 1905 adquiere la categoría de municipio del departamento de Bolívar y en 1951 la Ley 9.ª de Creación del departamento de Córdoba lo incluye como municipio de este ente territorial.

## Geografía
El territorio en su mayor parte es plano y cenagoso, y en su mayoría está por explorar. En su jurisdicción se encuentran las ciénagas de Ayapel, Las Brisas, Los Bagres, Playa Tendida, Páticos, Los Toros, Caimanera, Parva Danta, Los Cauchos, Cañaguate, La Ceiba, Atascosa, Los Zapales de la Miel y Los Pantanos de los Pájaros.
Es una zona que presenta un drenaje moderado entre los cuales se destacan el río San Jorge, los caños, quebradas y arroyos: Monteadero, Zambitos, La Ceiba, Macho, Caño Barro, La Colorada, Las Escobillas y Quebradona, entre otras.

## Demografía
El municipio de Ayapel fue receptor de emigrantes del interior del país y de sirio libaneses (Conocidos como turcos) que se establecieron allí atraídos por las posibilidades de comercio, la riqueza de los bosques maderables, la fertilidad de sus suelos, la fauna silvestre, la pesca y riqueza de los recursos hidrobiológicos del río San Jorge y la ciénaga de Ayapel.
Los primeros asentamientos urbanos del municipio de Ayapel se ubicaron en los alrededores del puerto fluvial, la iglesia y la plaza pública. Cabe anotar que desde el siglo XIX los antioqueños vienen colonizando municipios del bajo Cauca y los valles del río San Jorge y del Sinú, conformando haciendas que agrupan campesinos nativos y/o trabajadores a destajo, pero cuyos propietarios y administradores son de origen antioqueño.
En el siglo XX, en las zonas rurales, la población total del municipio de Ayapel registró, en algunos períodos, tasas de crecimiento poblacional negativas, ocasionadas por la segregación de municipios y la concentración de la población en el área urbana. Según los censos de población, en 1938 la población rural conformaba el 86,35% de la población total del municipio y en el 2005 ésta bajó al 50,92%, similar a la del Departamento de Córdoba (49,49%), aunque el doble de la del país (25%)
Según el criterio de autorreconocimiento de las personas reportadas en el censo de 2005. Se observa que el 24,18% son afrodescendientes, el 4,49% son indígenas y el 71,01% no se reconoce con ningún grupo étnico (Blancos, Mestizos, etc) . Estos porcentajes son diferentes a los del total departamental que fueron el 13,13% afrodescendientes, el 10,33% indígenas y el 75.90% no se reconocen con ninguna etnia. De acuerdo con las zonas, la población afrodescendiente se encuentra concentrada en la cabecera o zona urbana y los indígenas en la zona rural dispersa.

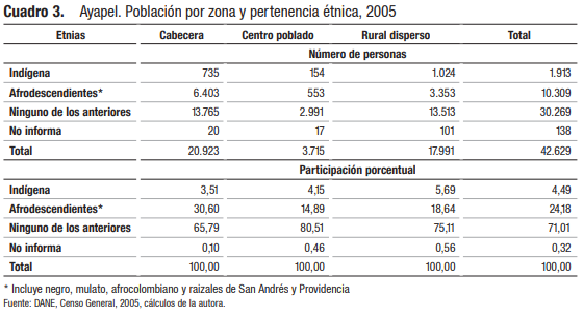
Etnografia de Ayapel, 2005

## Economía
Las grandes reservas acuíferas convirtieron a Ayapel en uno de los principales centros comercializadores de pescado en la región, pero en los últimos años la merma sensible del recurso pesquero se debe al uso de aparejos de pesca prohibidos, a las capturas incontroladas violando los tamaños, las épocas y sitios de veda; el uso de dinamita, la contaminación de la ciénaga y las corrientes fluviales con el vertimiento de aguas residuales y de mercurio en la explotación de oro.
La agricultura es la base de la economía, gracias a la fertilidad de sus tierras, dedicadas a los cultivos de arroz secano, yuca, plátano, caña de azúcar, ajonjolí, fríjol, cacao, ñame, verduras y frutales. Hay un importante programa frutícola con la siembra de variedades de mango, importados de Tahití (Tommy, Alkins, Vandike, Kent y Keitty).
Ayapel cuenta con un área de 144.339 hectáreas que están cubiertas de pastos. La actividad de los hatos ganaderos es la cría, levante y ceba de ganado vacuno; la producción de leche, queso y suero es relativamente baja y sin ninguna tecnificación. No obstante existen latifundios dedicados a la ganadería a gran escala y al cultivo de arroz. Destacan haciendas como Los pájaros, hacienda Los Nidos otrora propiedad del ilustre ganadero Tulio Pérez Badel, Hacienda Costa Azul, Hacienda El Delta, entre otras.
Se explota el oro de aluvión, de excelente calidad, y la plata. Existen en su subsuelo prometedores yacimientos de níquel, cobalto, hidrocarburo y cromo.
La corrupción ha hecho que este pueblo no progrese, solo basta con mencionar que Ayapel es uno de los municipios más antiguos de Colombia pero al ver su infraestructura, parques, centro comercial, podemos ver el atraso social en el cual se encuentra.

## Turismo
Su mayor atractivo es la Ciénaga de Ayapel, la mayor reserva hidrológica de Córdoba con 40.000 hectáreas, de la cual depende la subsistencia de sus pobladores. En sus alrededores se han construido casas de veraneo, para quienes practican el esquí acuático y la pesca deportiva. La imponente ciénaga enmarca la belleza de su iglesia, que tiene uno de los pocos relojes de sol que se conservan en el país. Realiza anualmente las tradicionales fiestas de toros en corraleja y el Festival de la Canción y de Acordeoneros.

### Festival de la canción y Acordeoneros
Cada año en el último fin de semana de marzo, se realiza el “Festival de la Canción y Acordeoneros”, con el objetivo de promocionar a los compositores y ejecutantes de la música de acordeón. El festival cuenta con 24 años de historia, la idea de realizar un festival nació en un colegio del pueblo. Algunos estudiantes del plantel pensaron en la realización de un festival, pero este en su inicio, no era un festival de música de acordeón, era un festival de la canción, y únicamente participaban baladas.
Las baladas podían ser interpretadas por solistas, por dúos o por tríos. De esta manera se realizaron las tres primeras versiones del festival, los organizadores se dieron cuenta de que con esta modalidad de festival lograban un evento muy reducido, donde solo poseían como interlocutores a sus mismos paisanos. El objetivo de los organizadores era que su festival adquiriera mayor eco, y que tomara mayores dimensiones, y en búsqueda de este objetivo, decidieron transformar la modalidad del festival de baladas a música de acordeón. De esta manera lograron prontamente tener repercusión en los municipios cercanos a Ayapel y hoy en día cuentan con visitantes y participantes provenientes de toda la Costa Atlántica.
Con los años el festival ha adquirido una mayor dimensión y una mayor calidad como evento.

## Instituciones de educación
- I.E Pablo Sexto
- I.E La Inmaculada (INSTELAI)
- Colegio Nuestra señora del Rosario
- Institución Educativa Carlos Adolfo Urueta
- I.E Marcos Fidel Suárez
- I.E Monterrey (Las Delicias)
- I.E Nuestra Señora del Rosario (Palotal)
- Colegio Gabriel García Márquez (COGAMA)

## Servicios públicos
- Energía Eléctrica: Afinia, del grupo EPM, es la empresa prestadora del servicio de energía eléctrica.
- Gas Natural: Surtigas es la empresa distribuidora y comercializadora de gas natural en el municipio.